# Premier mai (film)
Pour les articles homonymes, voir 1er mai (homonymie).
Pour plus de détails, voir Fiche technique et Distribution.
Premier mai est une comédie dramatique italo-française réalisé par Luis Saslavsky, sorti en 1958.

## Résumé
En ce jour du premier Mai, Thérèse Meunier est sur le point d'accoucher à la maison. D'accord avec la sage femme, elle demande à Jean, son mari, d'emmener leur jeune fils, François voir un match de football. Mais la rencontre avec Blanchot, une ancienne connaissance de Jean, entraînera le père et le fils dans une journée mouvementée. Après avoir frôlé la catastrophe tout finira par s'arranger et le père et le fils y gagneront une tendre complicité.

## Fiche technique
- Titre original français : Premier mai ou Le père et l'enfant
- Titre italien : Festa di Maggio
- Réalisation : Luis Saslavsky, assisté de Pierre Blondy, Yannick Andreï
- Scénario et adaptation : Claude Heymann et Luis Saslavsky
- Dialogues : Béatrice Beck
- Décors : James Allan, assisté de Olivier Girard
- Photographie : Marcel Grignon
- Opérateur : Raymond Lemoigne
- Musique : Michel Emer
- Montage : Gabriel Rongier
- Son : Pierre Bertrand
- Maquillage : Georges Klein
- Photographe de plateau : Raymond Voinquel
- Script-girl : Colette Robin
- Régisseur : Jacques Gibault
- Tournage du 4 septembre au 23 octobre 1957
- Chef de production : Sacha Gordine
- Directeur de production : Claude Heymann
- Production : Prosagor (Paris), Gemma Cinematografica (Rome)
- Distribution : Lux Film
- Format : Noir et blanc  - 35 mm - Son mono
- Durée : 85 minutes
- Genre : comédie dramatique
- Date de sortie : 
  - France : 25 mars 1958

## Distribution
- Yves Montand : Jean Meunier
- Yves Noël : François Meunier, le fils
- Nicole Berger : Annie Chapois
- Georges Chamarat : Henri Bousquet
- Aldo Fabrizi : le vieux camionneur
- Walter Chiari : Gilbert
- Bernadette Lange : Thérèse Meunier, la femme de Jean
- Georgette Anys : Mme Tartet
- Gabrielle Fontan : Mme Lurde
- Maurice Biraud : Blanchot, la vieille connaissance de Jean
- Nicole Riche : une entraîneuse
- Alice Sapritch : une entraîneuse
- Robert Pizani : Saint-Bertain
- Marguerite Coutant-Lambert : Mme Chapois
- Paul Demange : le secrétaire du commissaire
- Laurent Terzieff : Maurice Rouquin
- Gaby Basset : une infirmière
- Gina Manès : une commère
- Maximilienne : une religieuse
- Marie Glory : une religieuse
- Simone Berthier : la belle-fille de Bousquet
- Sacha Briquet : un inspecteur en civil
- Louis Bugette ou Pierre Sergeol : le pharmacien
- Robert Mercier : un supporter dans le bus
- Emile Genevois : un supporter dans le bus
- Charles Bayard : un acheteur de muguet
- Claude Rollet : un jeune au bistrot
- Florence Véran : la chanteuse
- Florence Blot
- Jacques Berger
- Yvonne Sautereau
- Yann Larvor
- Paul Uny